# Демилитаризованная зона (Корея)
Демилитаризованная зона (кор. 한반도 비무장지대, Ханча: 韓半島非武裝地帶 hanbando bimujangjidae) — зона, разделяющая Корейский полуостров на две примерно равные части — северную (КНДР) и южную (Республика Корея), пересекая 38-ю параллель под небольшим углом. При этом восточная оконечность ДМЗ лежит севернее 38-параллели, а западная — южнее.
Демилитаризованная зона шириной в 4 км растянулась через полуостров на 241 км. Её ось — «военная демаркационная линия», официально зафиксированная Соглашением о перемирии 27 июля 1953 года в селении Пханмунджом, где до сих пор проходят переговоры между представителями Республики Корея и КНДР. Здесь же находится одна из главных туристических достопримечательностей зоны — Дом свободы, откуда можно в бинокль посмотреть на северокорейскую сторону.

## История
Демилитаризованная зона была создана по окончании войны 1950—1953 гг. В течение всей истории разделения Кореи на границе происходили вооружённые конфликты, достигшие особого накала в ходе спровоцированного КНДР вооружённого конфликта 1960-х годов. Северокорейская пропаганда утверждает, что Республика Корея выстроила со своей стороны в 1977—1979 годах так называемую Корейскую стену вдоль всей границы. На самом деле за фотографии стены выдавались изображения противотанковых барьеров на отдельных участках.

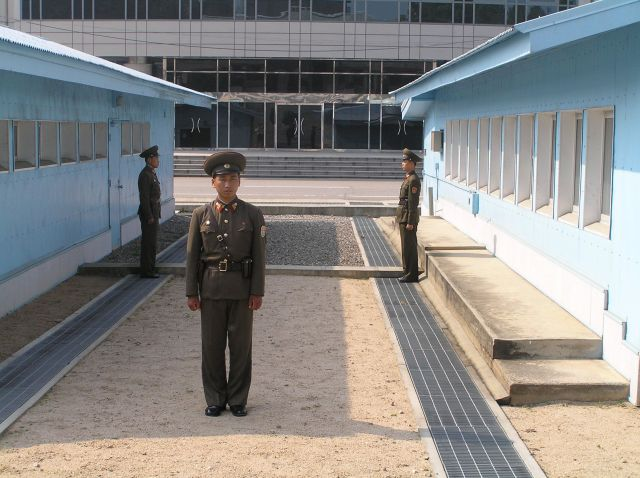
Северокорейские солдаты в ДМЗ

После падения Берлинской стены демилитаризованная зона считается последним реликтом эпохи холодной войны.
Искусственное разделение полуострова воплощает скульптурная группа в том секторе ДМЗ, который предназначен для туристов. Скульптура изображает две семьи, пытающиеся соединить половинки шара, на разрезе которых — карта Корейского полуострова. При этом Республика Корея представлена хорошо одетой интеллигентной семьёй, а КНДР — небогатой семьёй простых людей.
За все время существования КНДР южнокорейские пограничники смогли установить четыре подземных тоннеля, прорытых северянами на их сторону, так как тоннели являются относительно удобными способами побега из страны. Всего их количество может доходить до двадцати.
Один крупный тоннель, который показывают туристам, был обнаружен в 1978 году с помощью информации, полученной от северокорейского перебежчика. Он вырыт на глубине 73 м, его длина — 1635 м, из них 435 м проходят под ДМЗ. Тоннель проложен в гранитной породе. Его диаметр в два метра позволяет 30 тысячам северокорейских солдат в полной военной выкладке и с тяжёлым вооружением совершить за 1 час марш-бросок и выйти на поверхность в 44 км от Сеула.
1 апреля 2019 года южнокорейские военнослужащие приступили к разминированию участка демилитаризованной зоны на высоте 281.
Северная и Южная Корея поддерживают мирные деревни в пределах видимости по другую сторону демилитаризованной зоны. На юге Тэсондон управляется в соответствии с условиями ДМЗ. Сельские жители классифицируются как граждане Республики Корея, но освобождаются от уплаты налогов и других гражданских требований, таких как военная служба. В северном Киджондоне есть ряд ярко окрашенных многоэтажных бетонных зданий и квартир с электрическим освещением. Эти черты представляли беспрецедентный уровень роскоши для сельских жителей Северной Кореи в 1950-х годах. Город был ориентирован так, что ярко-синие крыши и белые стены зданий были наиболее отличительными чертами, если смотреть сверху. Однако, основываясь на тщательном изучении с помощью современных телескопов, было заявлено, что здания представляют собой простые бетонные конструкции без остекления или даже внутренних комнат, с включённым и выключенным светом в определённое время в зданиях, а пустые тротуары подметает небольшая команда смотрителей, чтобы сохранить иллюзию оживлённости деревни.

## Природа и экология
Несколько видов животных и растений, находящихся под угрозой исчезновения, теперь существуют здесь среди сильно укреплённых заборов, наземных мин и постов охраны. К ним относятся находящийся под угрозой исчезновения японский журавль (важный элемент азиатского искусства), даурский журавль, находящиеся под угрозой исчезновения корейская лисица и азиатский черный медведь, дальневосточный леопард (и возможно, чрезвычайно редкий уссурийский тигр), и находящиеся под угрозой исчезновения морские виды, такие как западный серый кит. Экологи идентифицировали около 2900 видов растений, 70 видов млекопитающих и 320 видов птиц в пределах узкой буферной зоны. В настоящее время в регионе проводятся дополнительные исследования.
По мере того как начиная с 2000-х годов, нарастает атмосфера примирения между двумя Кореями, экологические группы выражают обеспокоенность по поводу разрушения экосистемы и ущерба окружающей среде в демилитаризованной зоне из-за строительства дорог и экономического развития. Экологи надеются, что демилитаризованная зона будет сохранена как убежище дикой природы.

## Галерея

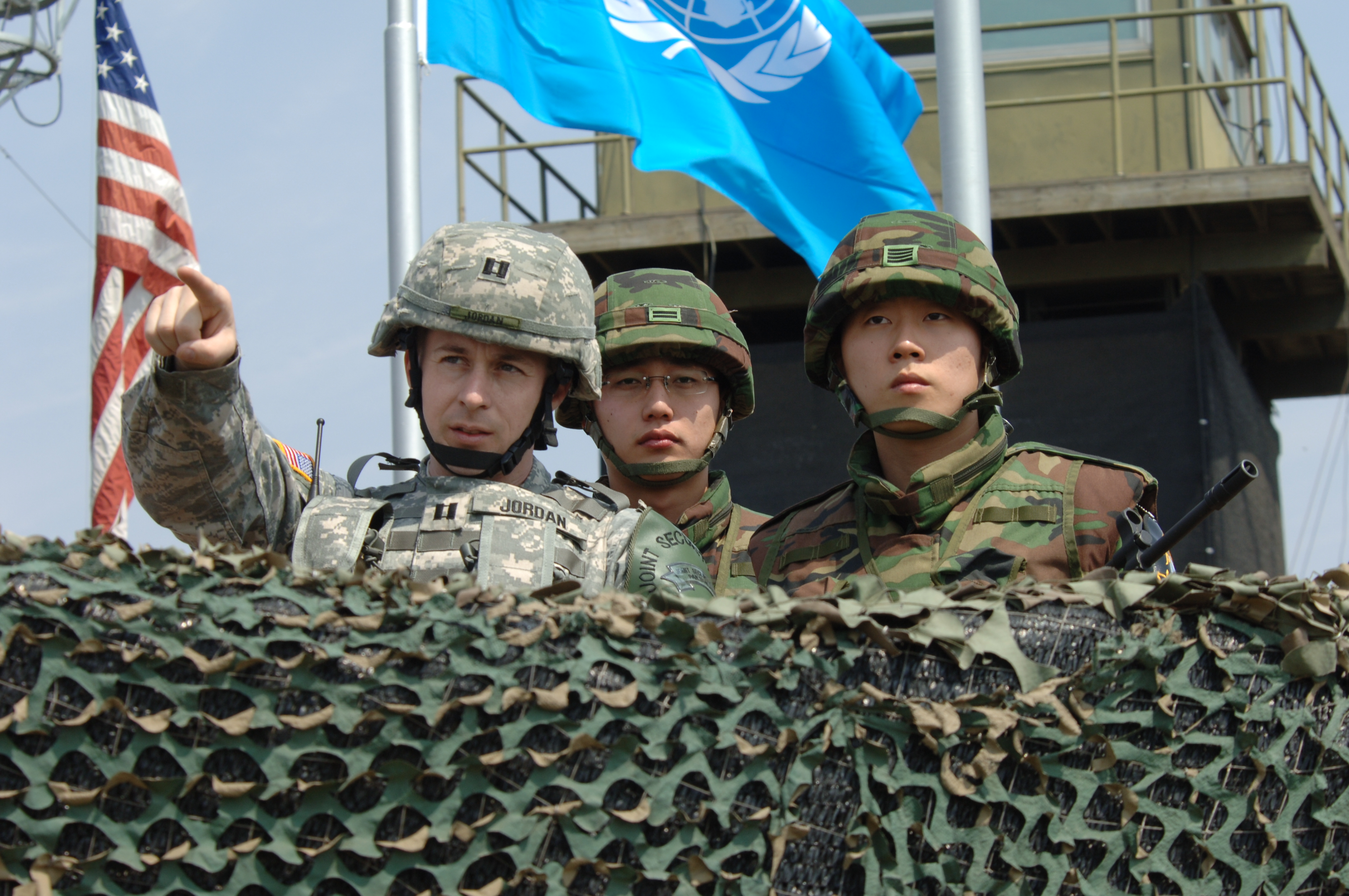
Южнокорейские солдаты и офицер Соединённых Штатов.
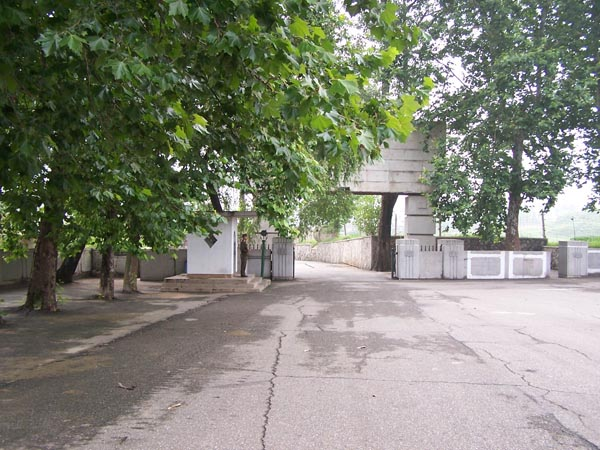
Главный вход в северокорейскую часть ДМЗ, север Пханмунджома .  37°57′54″ с. ш. 126°38′46″ в. д.HGЯO
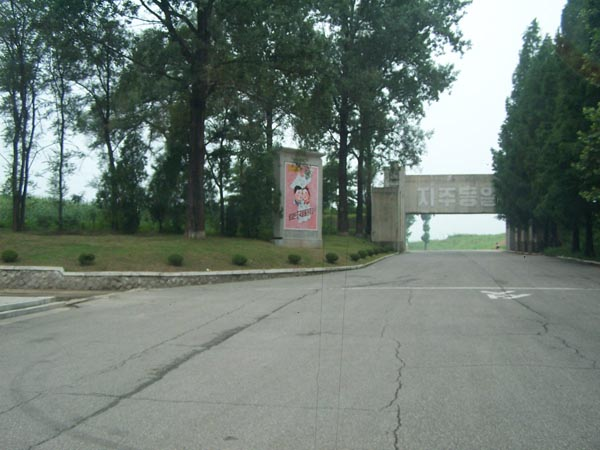
Главный вход в северокорейскую часть ДМЗ
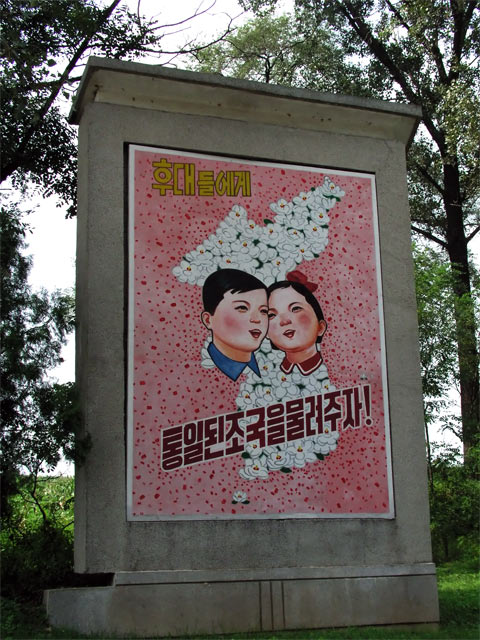
Плакат северокорейской пропаганды, гласящий: "Давайте перейдем к единой стране к следующему поколению!".
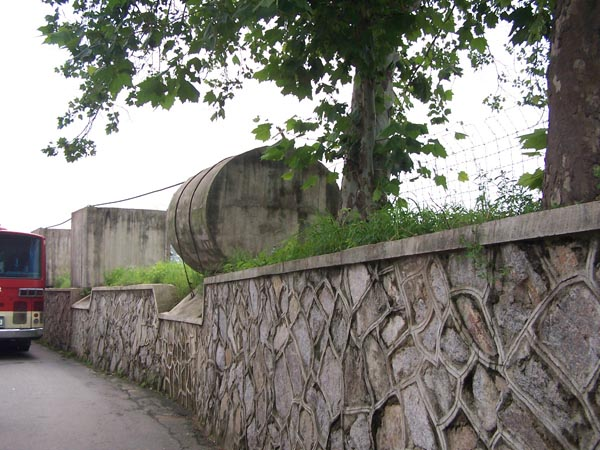
Корейская народная армия подготовила цементные блоки для задействования в качестве аварийных блокпостов. 37°57′52″ с. ш. 126°38′53″ в. д.HGЯO
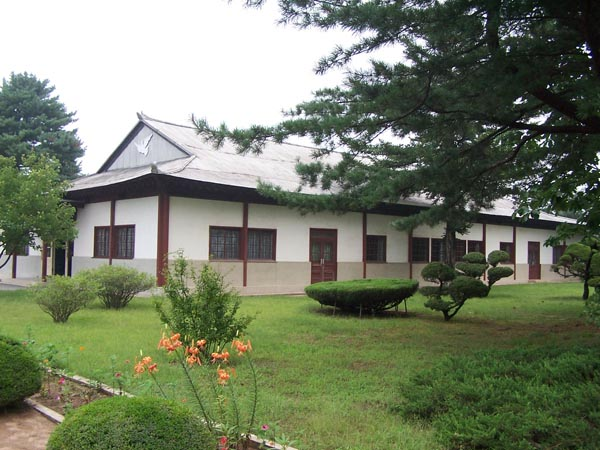
Дом, в котором было подписано Соглашение о перемирии при окончании Корейской войны.  37°57′40″ с. ш. 126°39′53″ в. д.HGЯO

### Объединённая зона безопасности

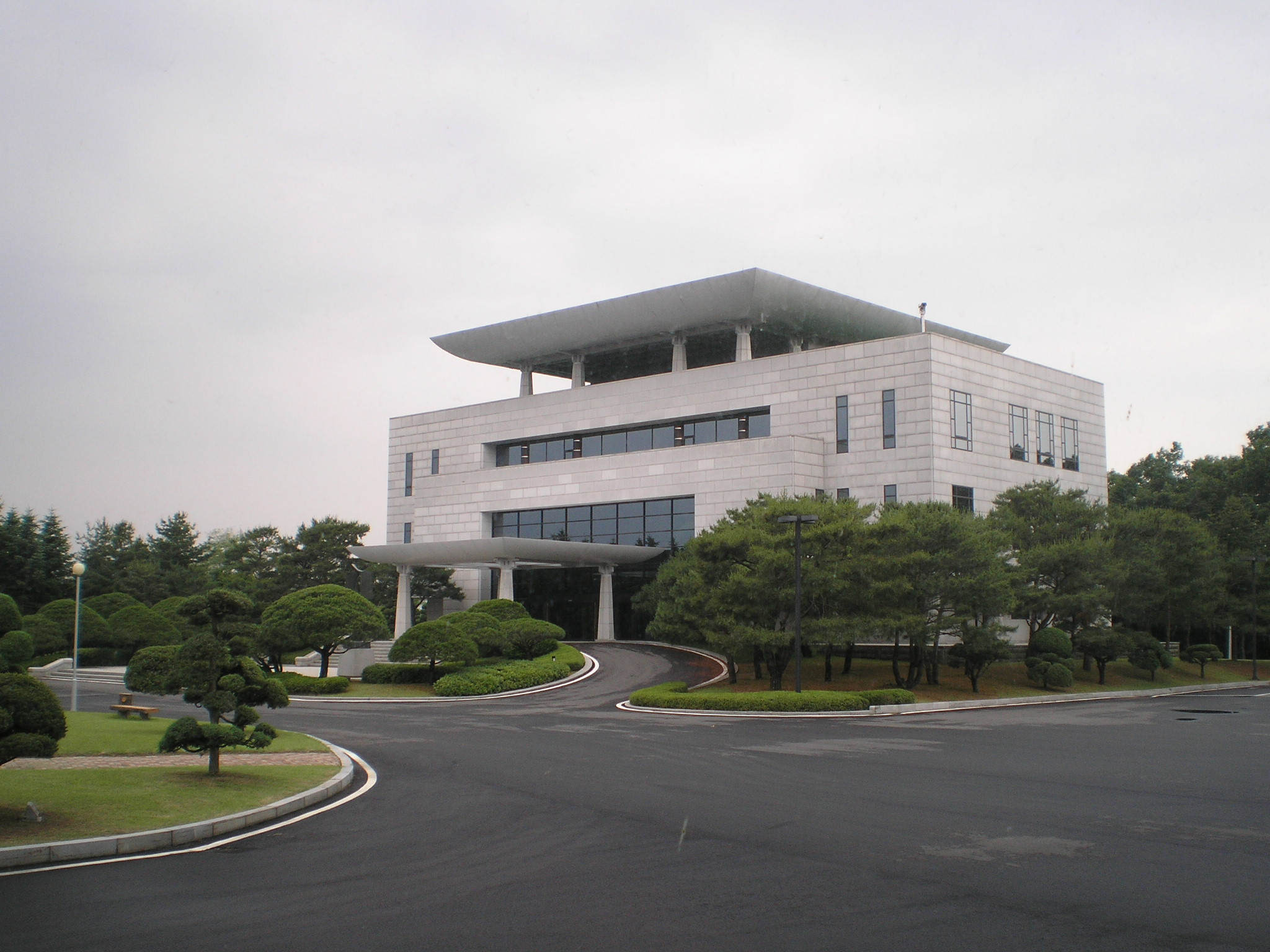
Дом Свободы.
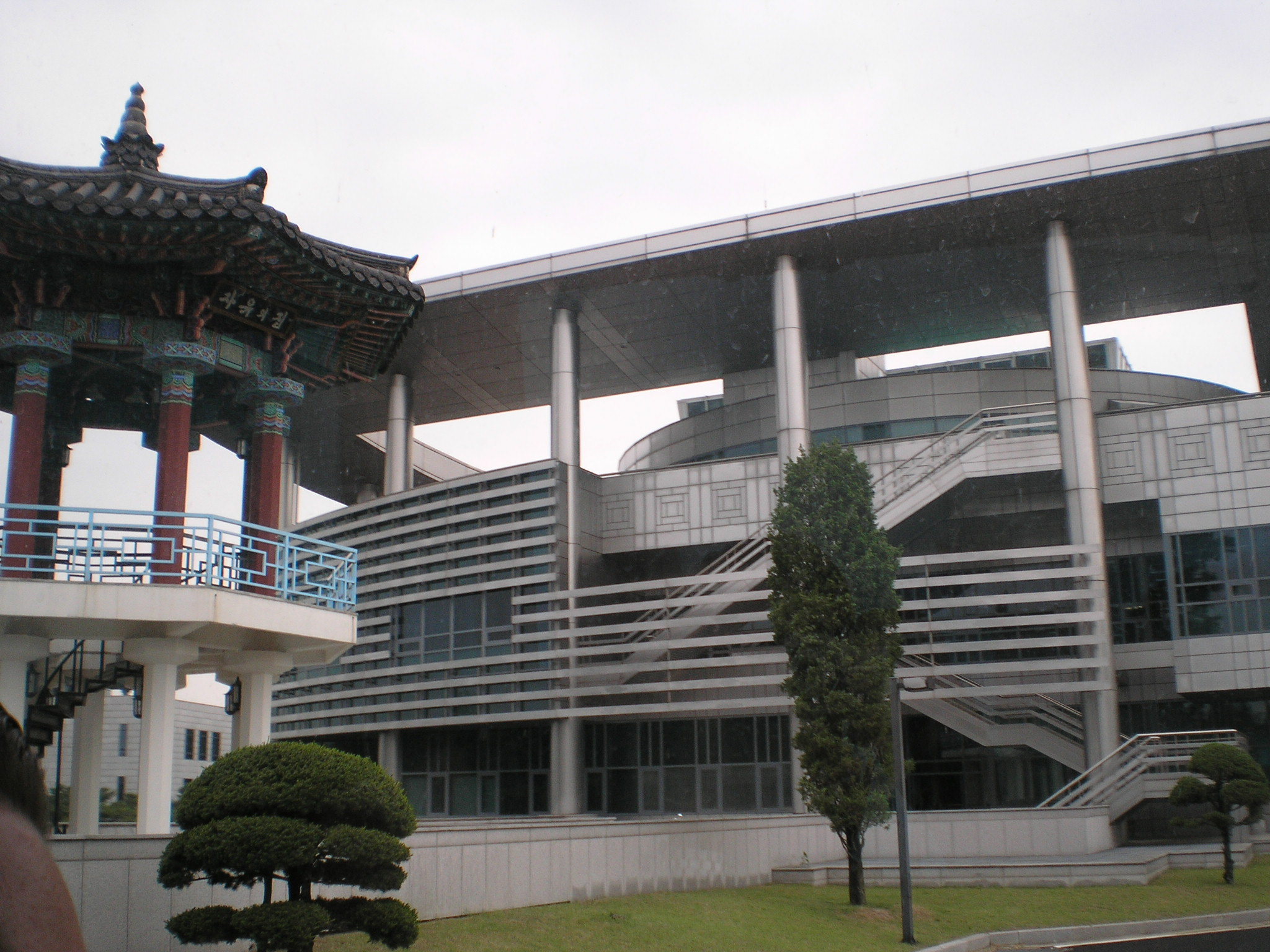
Пагода Свободы.
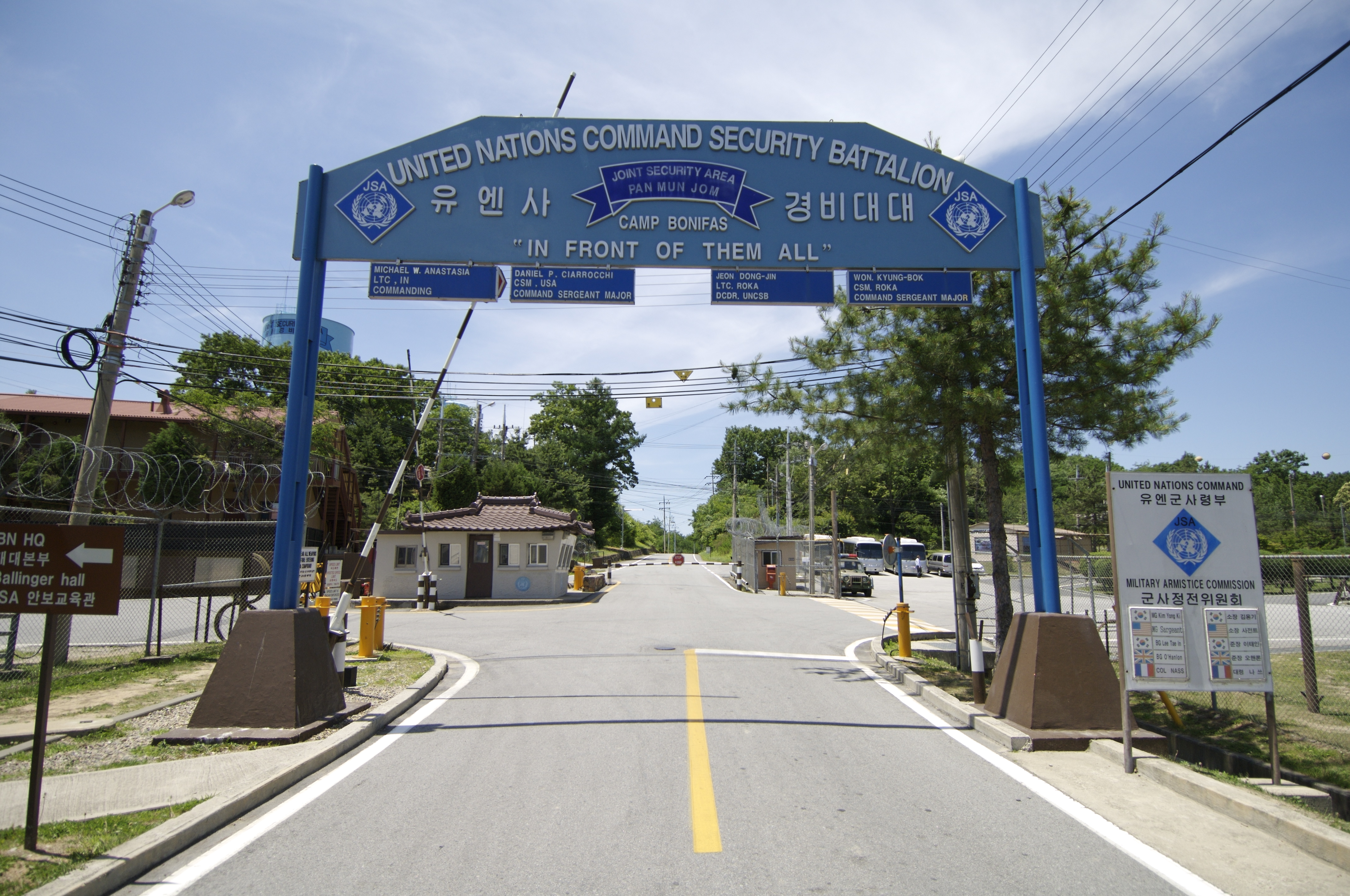
Лагерь Бонифас в непосредственной близости от ДМЗ с южнокорейской стороны.
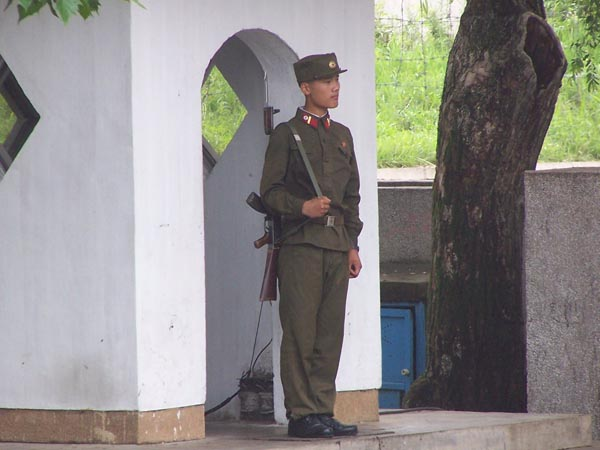
Солдаты КНДР стоят на пути ОЗБ.
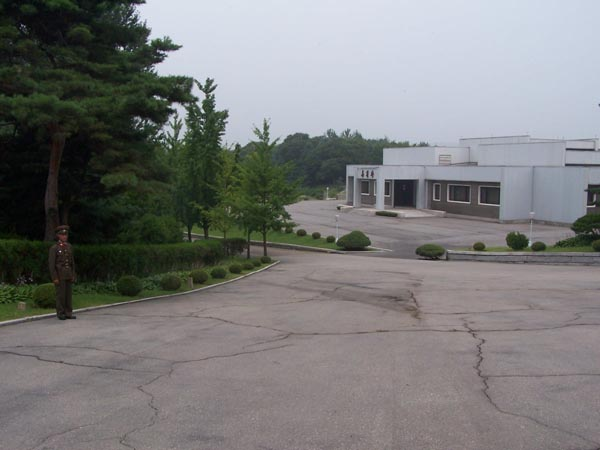
Зал Северной Кореи по делам объединения в ОЗБ. 37°57′27″ с. ш. 126°40′37″ в. д.HGЯO
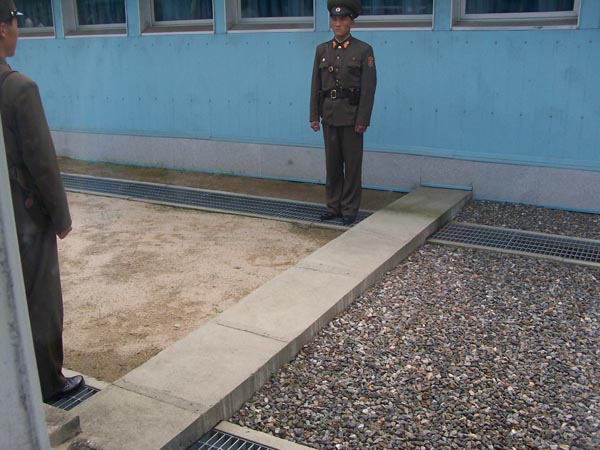
Бетонная граница, ОЗБ.
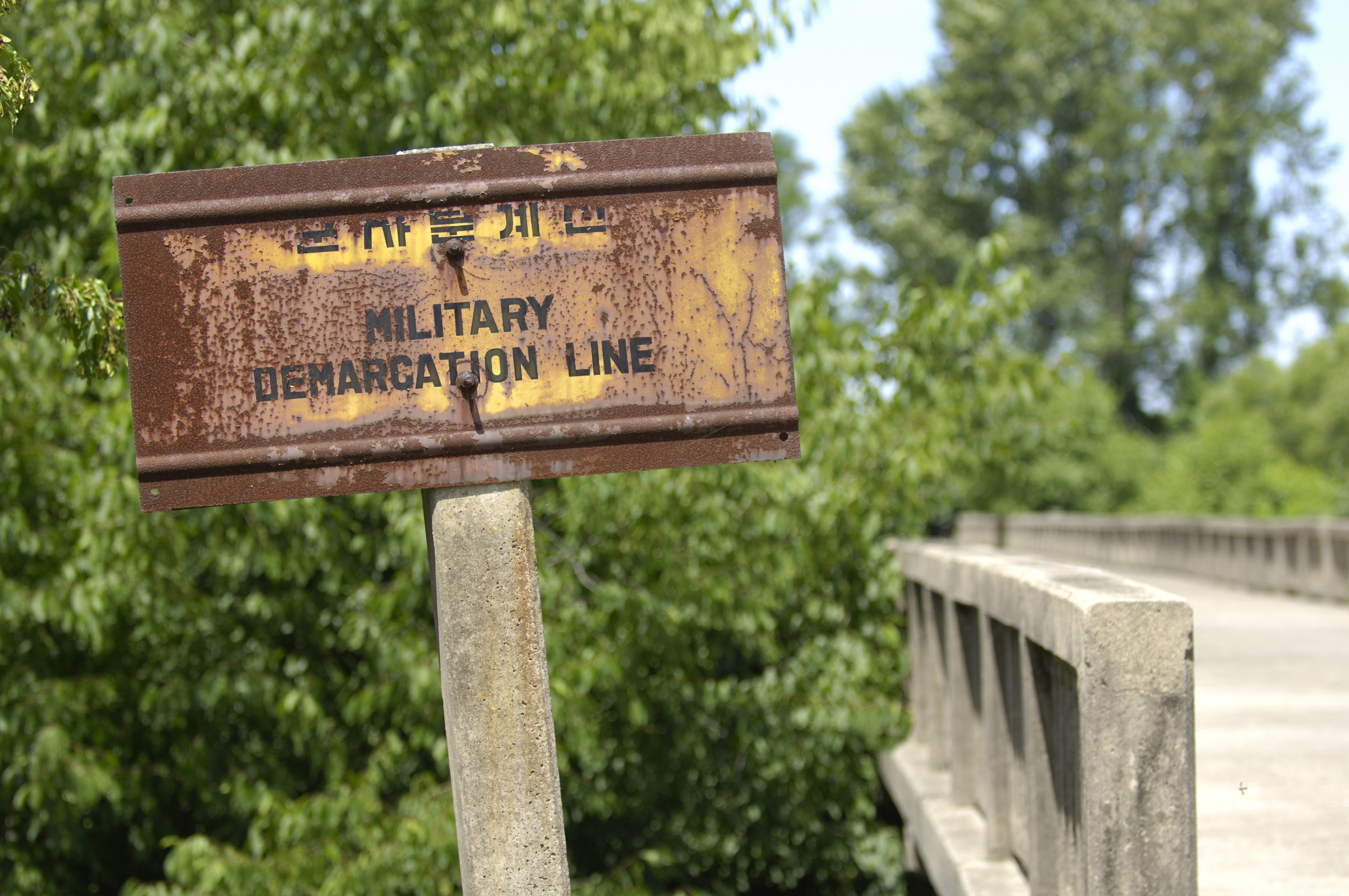
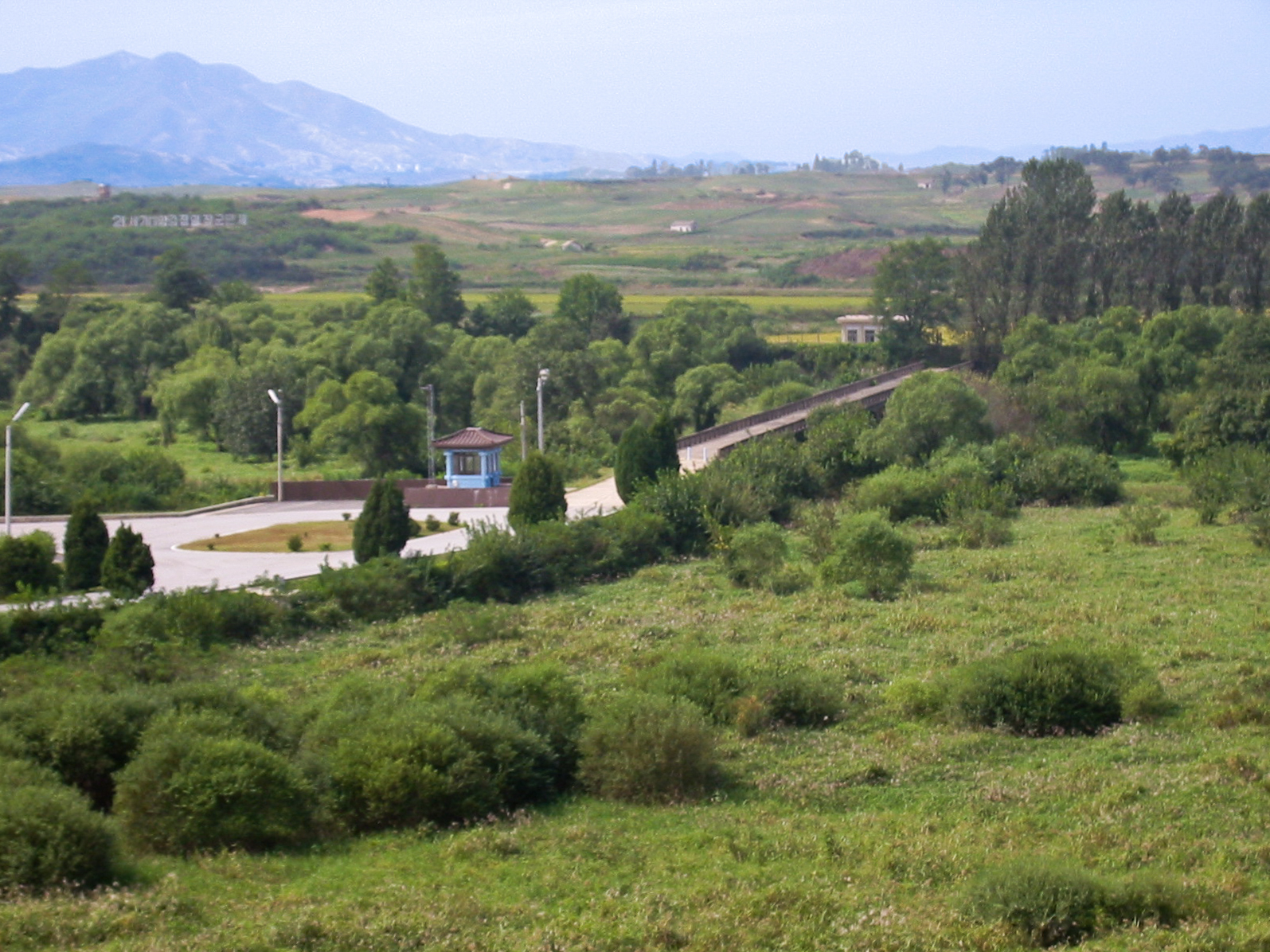
37°57′21″ с. ш. 126°40′18″ в. д.HGЯO
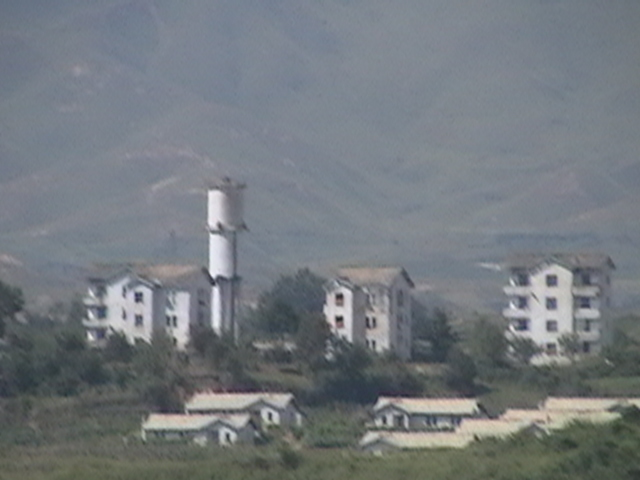
Киджондон в Северной Корее, вид из Южной Кореи